# Катеринівське водосховище
Катеринівське водосховище — водосховище в Україні, в межах Веселинівського району Миколаївської області.

## Розташування та опис
Водосховище розташоване за 2 км на північ від села Катеринівка на балці Калістровська, що впадає в річку Березань.
Споруджено 22 травня 1982 року, заповнення розпочалось у квітні 1983 року. Площа водосховища 2,25 км². Загальний об'єм 10,8 км², корисний — 10,4². Будівництво здійснювало ПМК-107 тресту «Миколаївводбуд» та СПМК-123 тресту Укрспецводмонтажу за проектом Київського інституту «Укрдіпроводгосп», розробленим у 1976 році.
Заповнюється за рахунок місцевого стоку і водою з р. Південний Буг через Південно-Бузьку зрошувальну систему і з цією метою виконано будівництво каналу довжиною 12 км з пропускною здатністю 2,4 м³/сек.
Катеринівське водосховище входить до складу Катеринівської зрошувальної системи, яка була введена в експлуатацію 1981 року, площа зрошення — 2,2 тис. га, довжина трубопроводів — 8,1 км.
Призначення водосховища це — зрошення, риборозведення. На базі Катеринівського водосховища здійснюється розбудова об'єктів інфраструктури сільського туризму приватними підприємцями: створюється інфраструктура зеленого туризму, упорядковано берег, створено належні умови для риболовлі.

## Природно-заповідний фонд
У межах Катеринівського водосховища створений гідрологічний заказник. Площа — 330 га. Статус надано згідно з рішенням Миколаївської обласної ради № 11 від 12.03.1993 року задля охорони водних запасів та місць перебування водоплавних птахів. Підпорядковується Миколаївському міжрайонному управлінню водного господарства.